# Потейки (Копыльский район)
Потейки (бел. Паце́йкі) — агрогородок в Копыльском районе Минской области Беларуси. Административный центр Потейковского сельсовета.

## География
Расположен в 10 км в направлении на северо-запад от города Копыль, в 125 км от Минска.
Пролегает дорога Н-8568.

### Гидрография
Рядом протекает река Выня.

## Этимология
Потико или Путико (Poticho, Putico) — имя германского происхождения. Соответствие литовских имен на -ейка (-ика) германским именам с суффиксом -к- (Вилейка — Wilico, Минейка — Minnico, Радейка — Radecke < Radacho и т.д.) утвердил французский лингвист-германист Раймонд Шмитляйн, который на основании многолетних исследований пришел к выводам о германском происхождении литовских собственных имен.

## История
Поселение Потейки было известно ещё в XVI веке, а название его произошло от фамилии Потей. Адам Потей был выходцем из крупного магнатского рода и владельцем этих мест. В то время поселение было центром волости Новогрудского уезда, принадлежавшего Радзивиллам. В XVIII веке оно вошло в состав Слуцкого уезда. В 1793 году была построена Покровская церковь, которая не сохранилась. В 1861 году открыто церковно-приходское училище, позже —народное училище с ремесленным классом, в 1921 году — школа I степени.
В 1908 году в Поцейковской волости Слуцкого уезда Минской губернии.
В 1924 году Потейки стали центром сельсовета. В 20-е годы прошлого века здесь был организован колхоз имени Блюхера, который потом был переименован в колхоз «Родина», «Прогресс», СПК «Потейки» и в 2000-х — ОАО «Прогресс 2010».
В 2009 году деревня Потейки преобразована в агрогородок.

## Население

### Численность
- 2019 год — 377 жителей

### Динамика
- 1908 год — 118 жителей, 23 дворов (застенок Поцейки); 23 жителей, 3 дворов (село Поцейки)[6]
- 2000 год — 421 жителей, 153 дворов[3]
- 2009 год — 402 жителей (перепись населения)[6]
- 2019 год — 377 жителей (перепись населения)

## Экономика
- Предприятие «Прогресс 2010»

## Культура
- Дом культуры
- Библиотека
- Музей ГУО «Потейковская средняя школа»

## Галерея

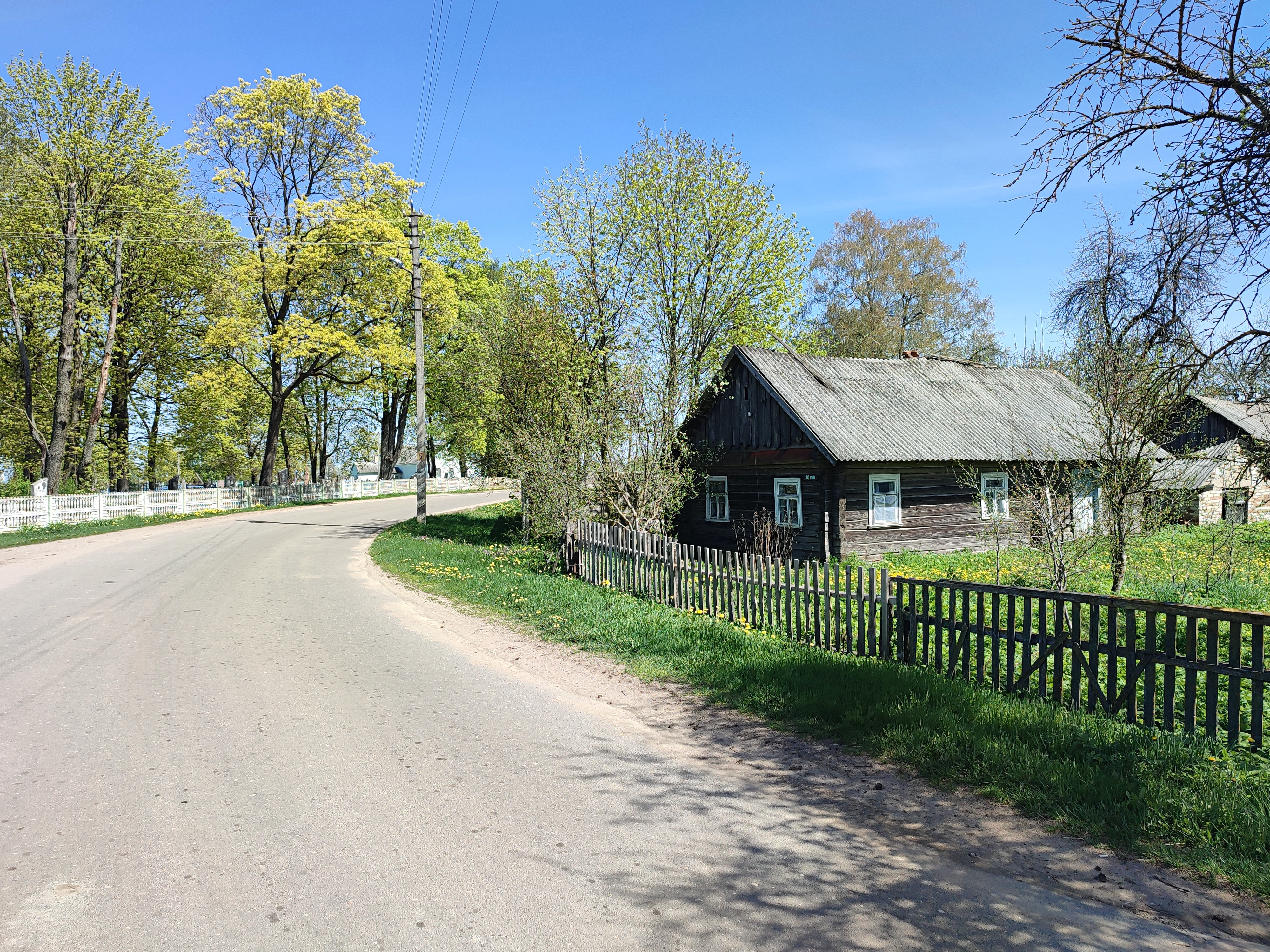
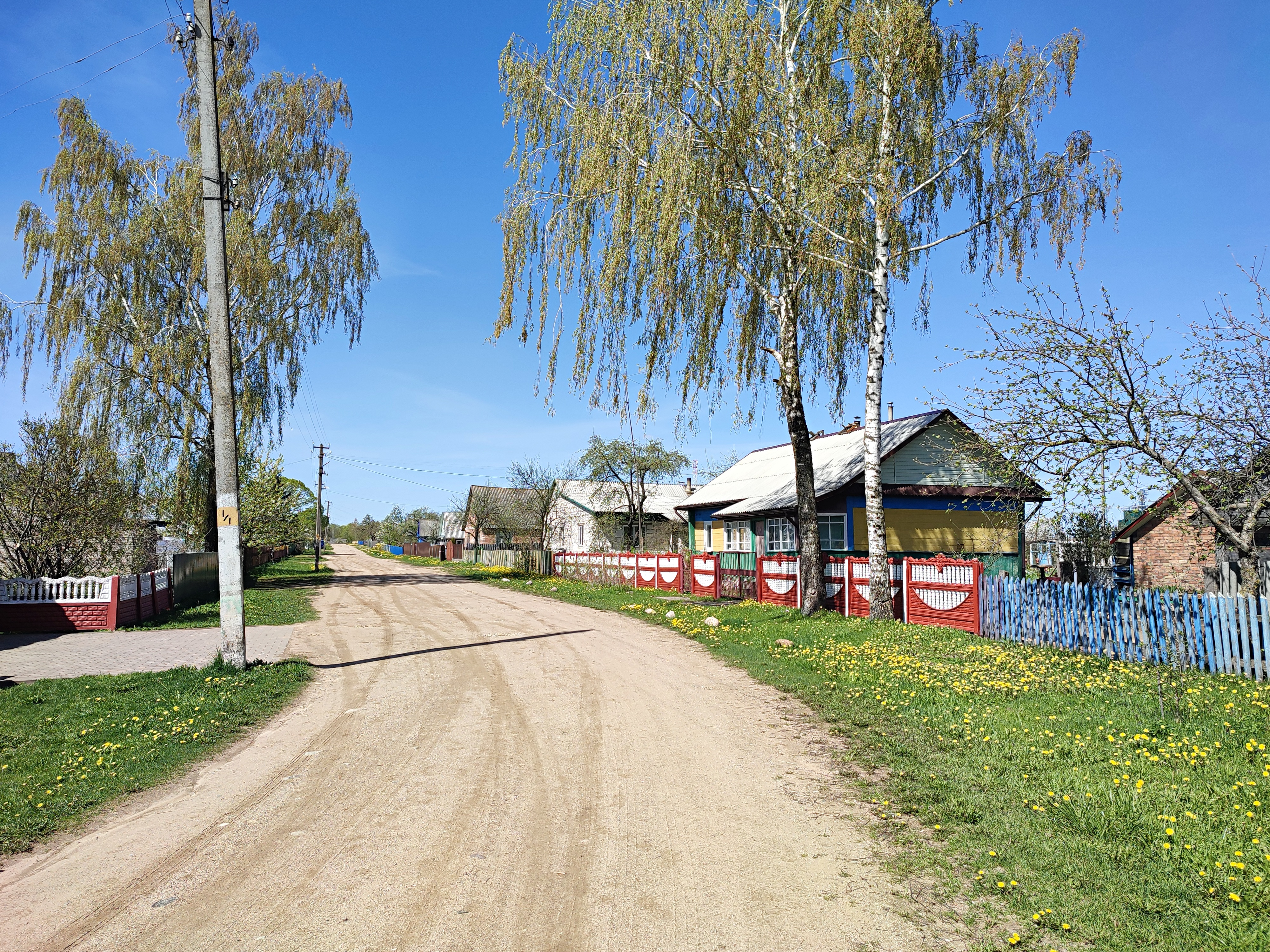
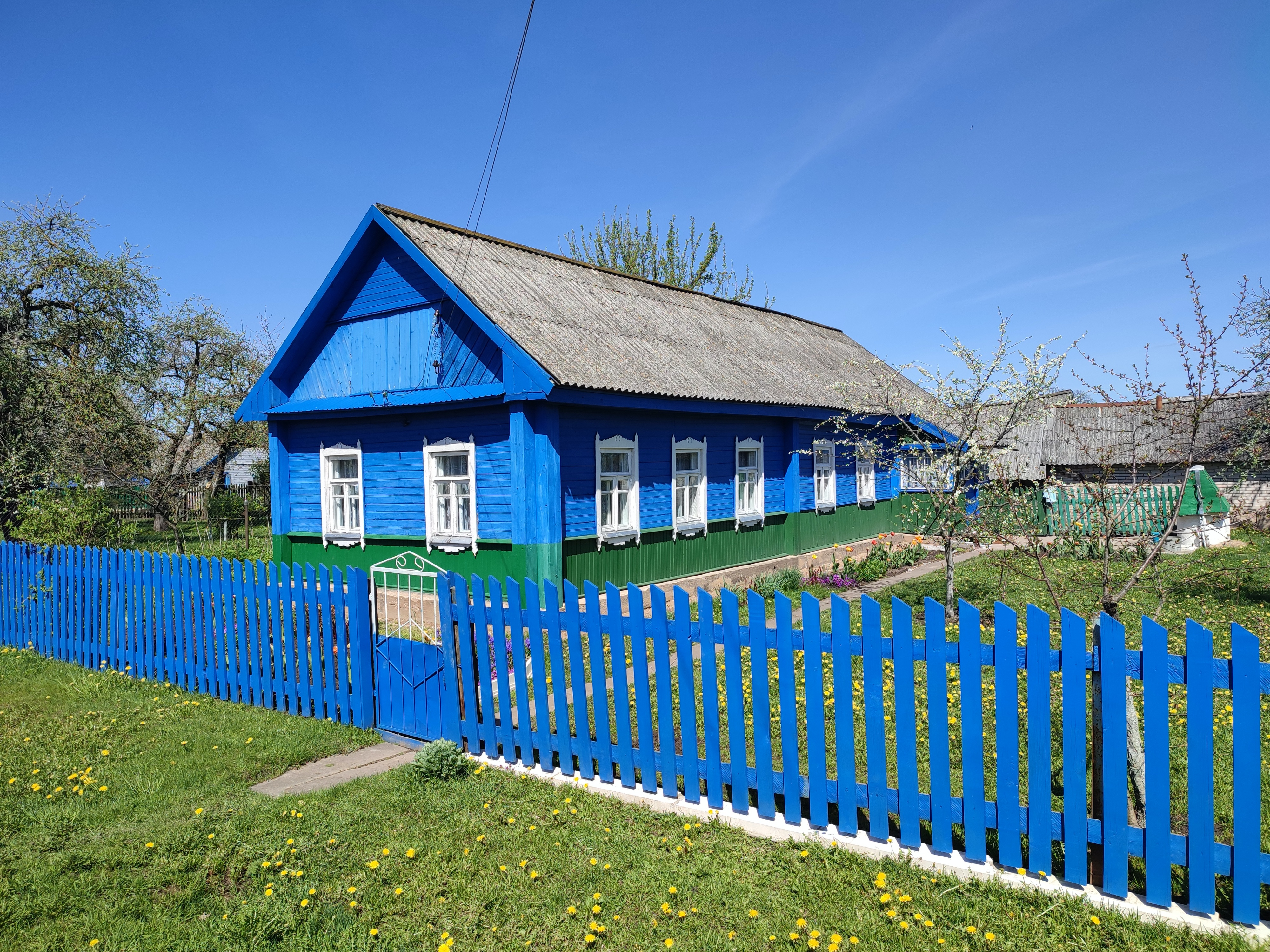
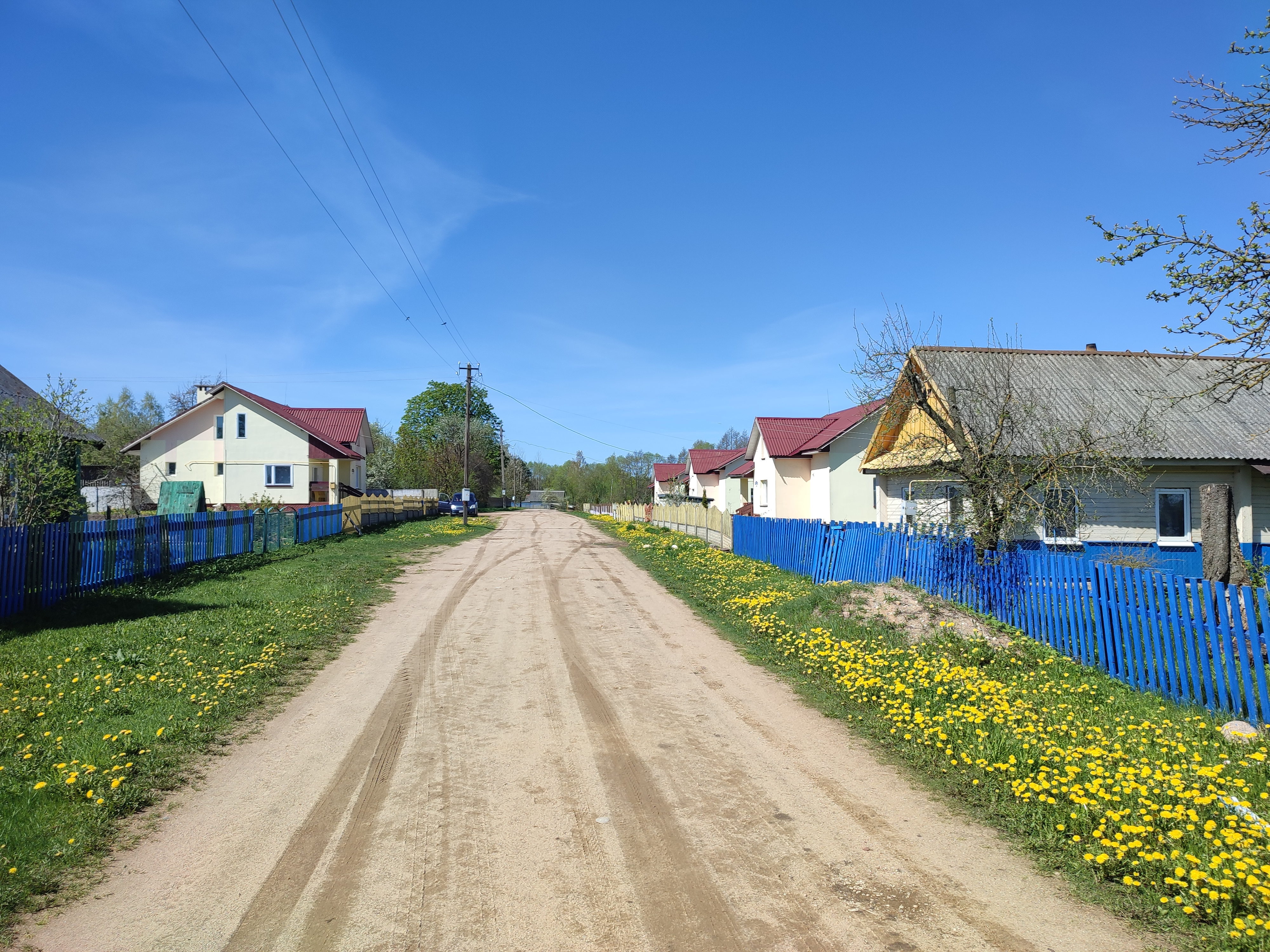
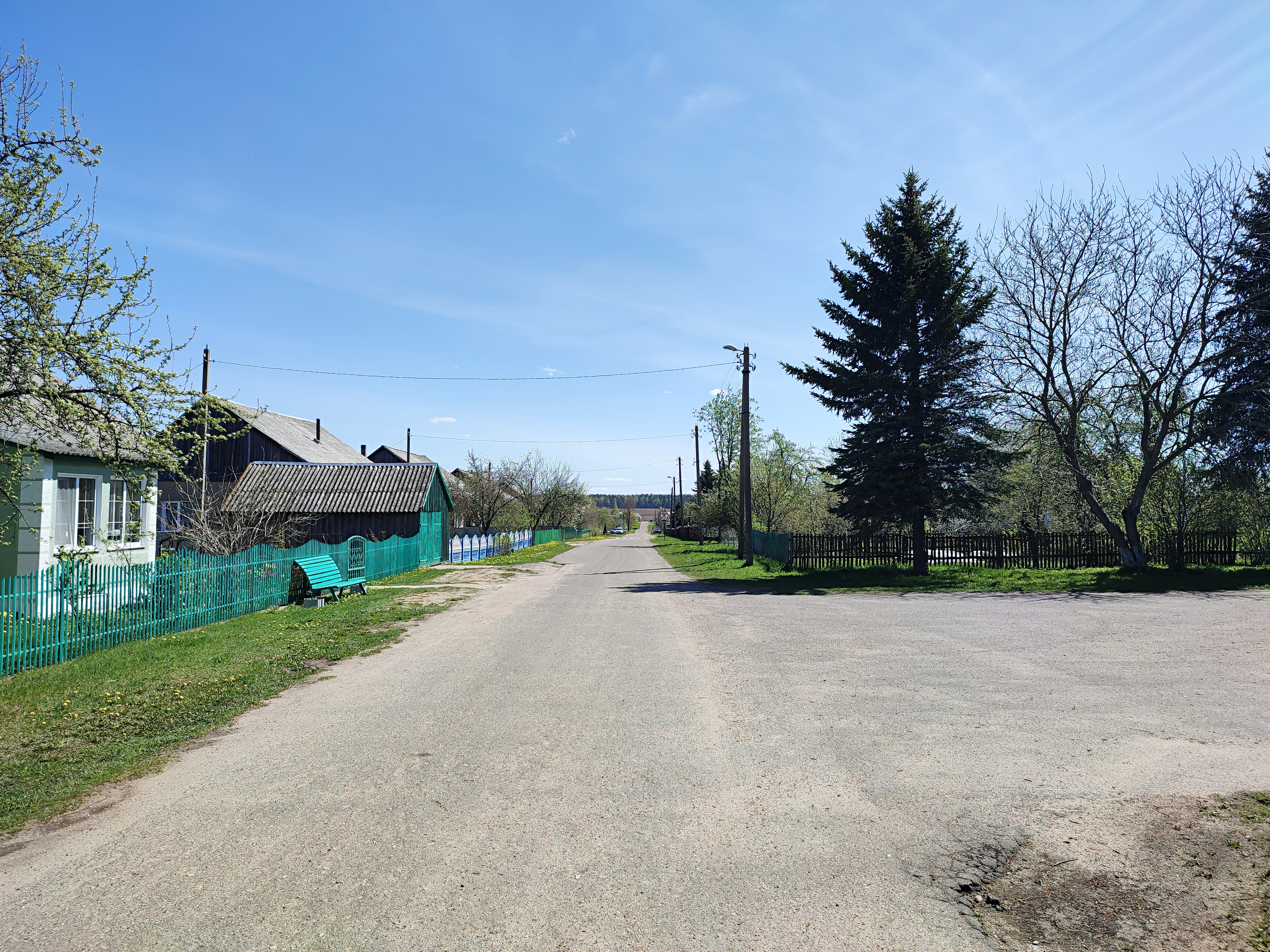
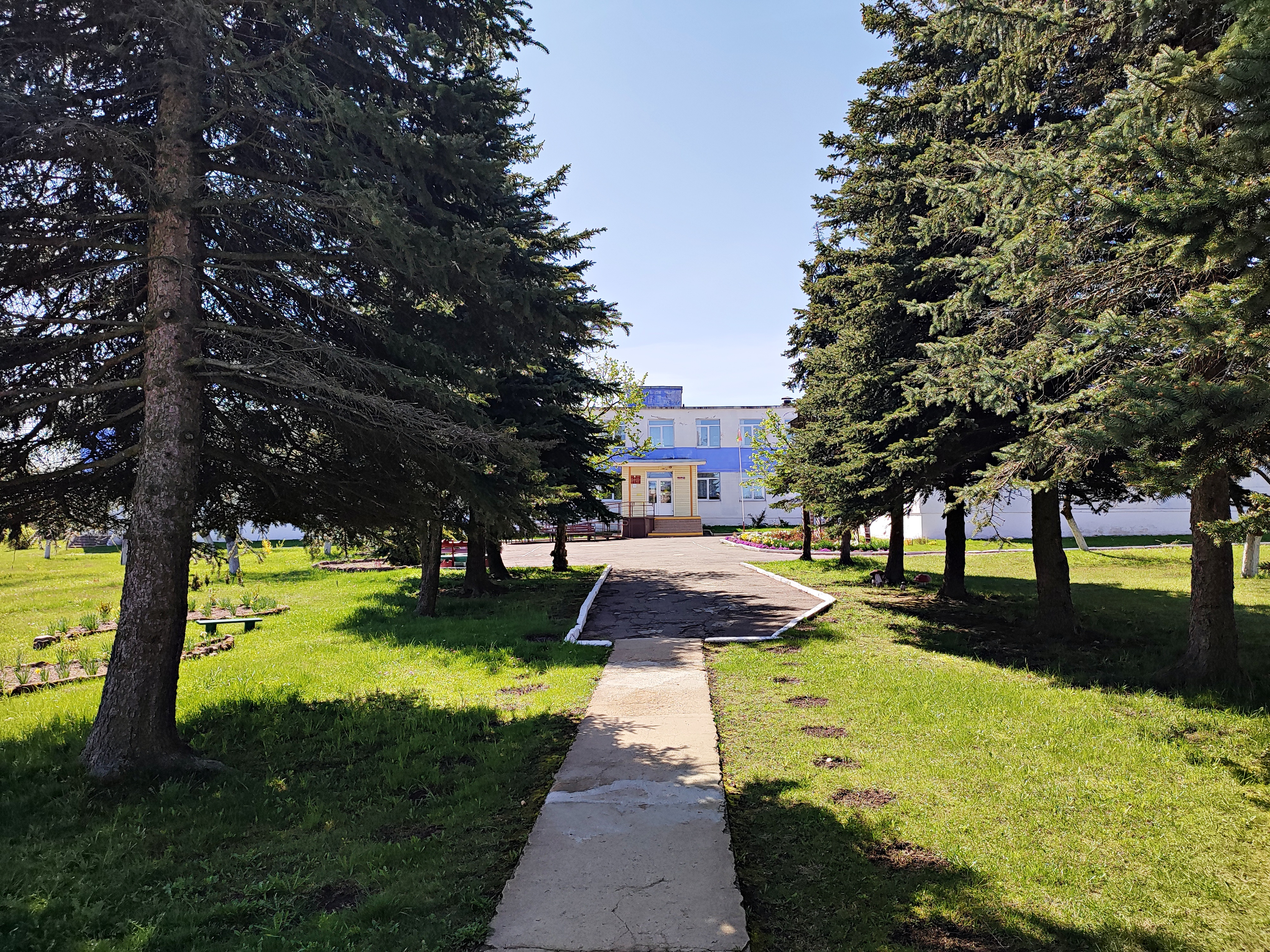
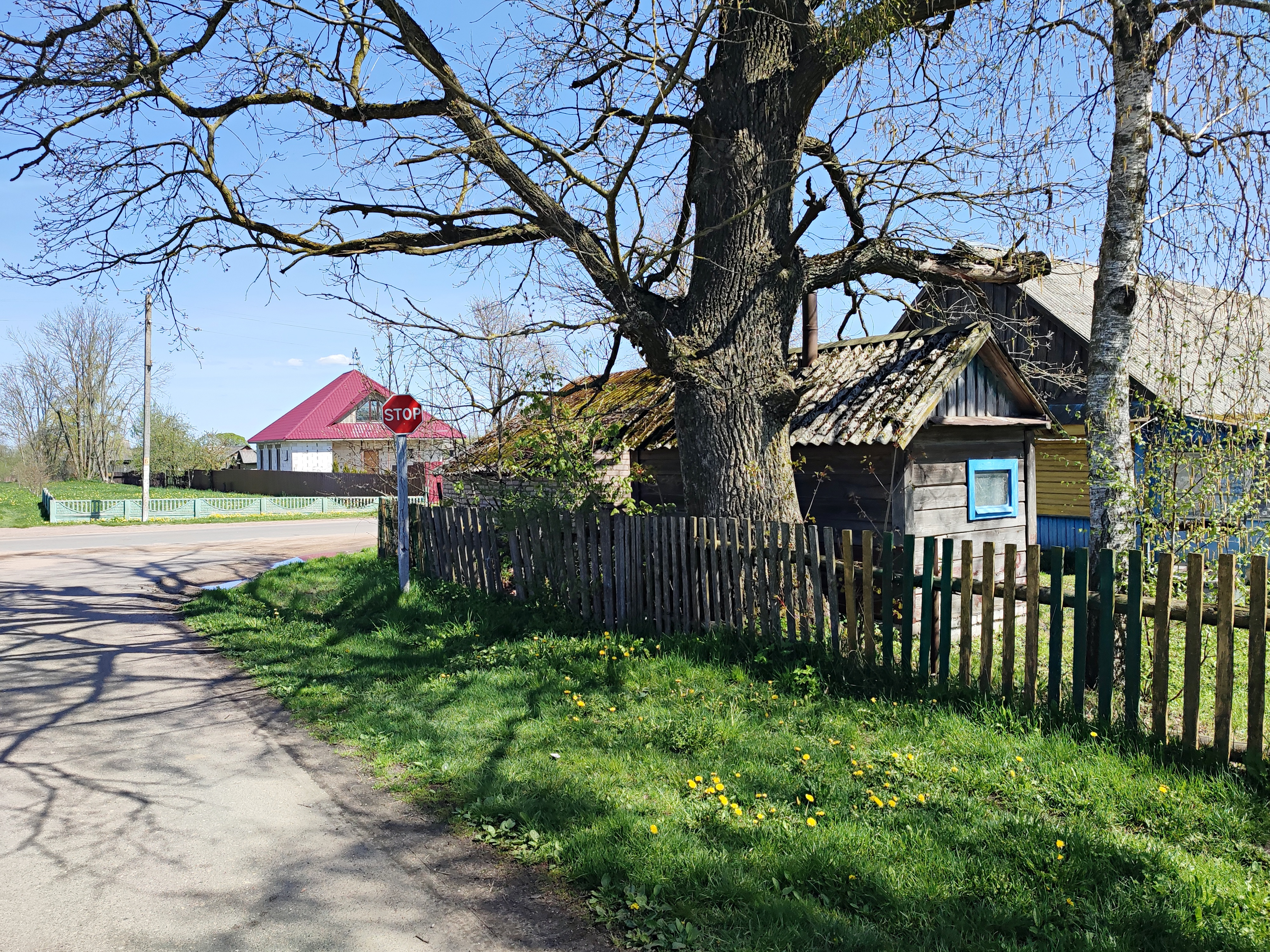
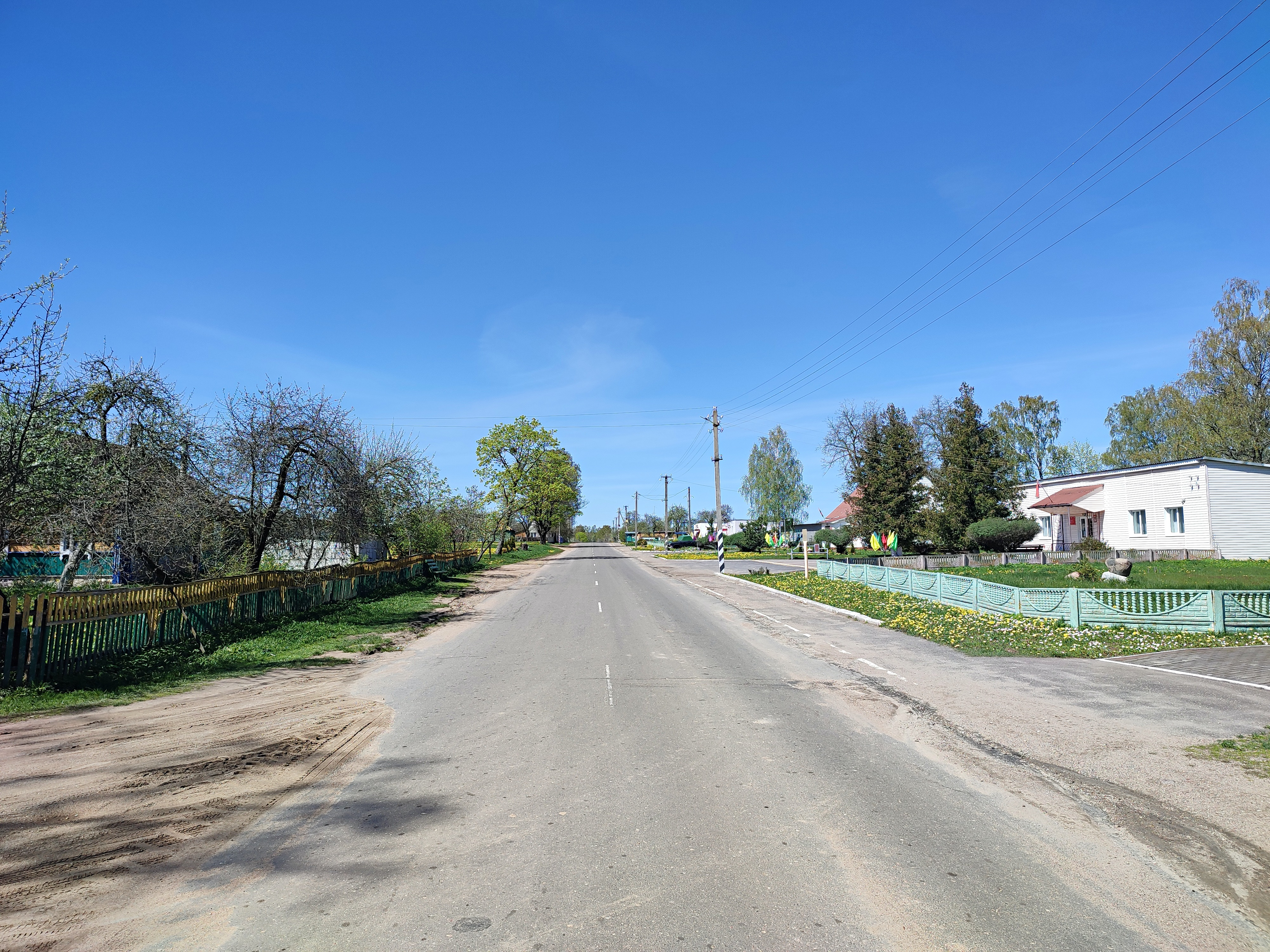
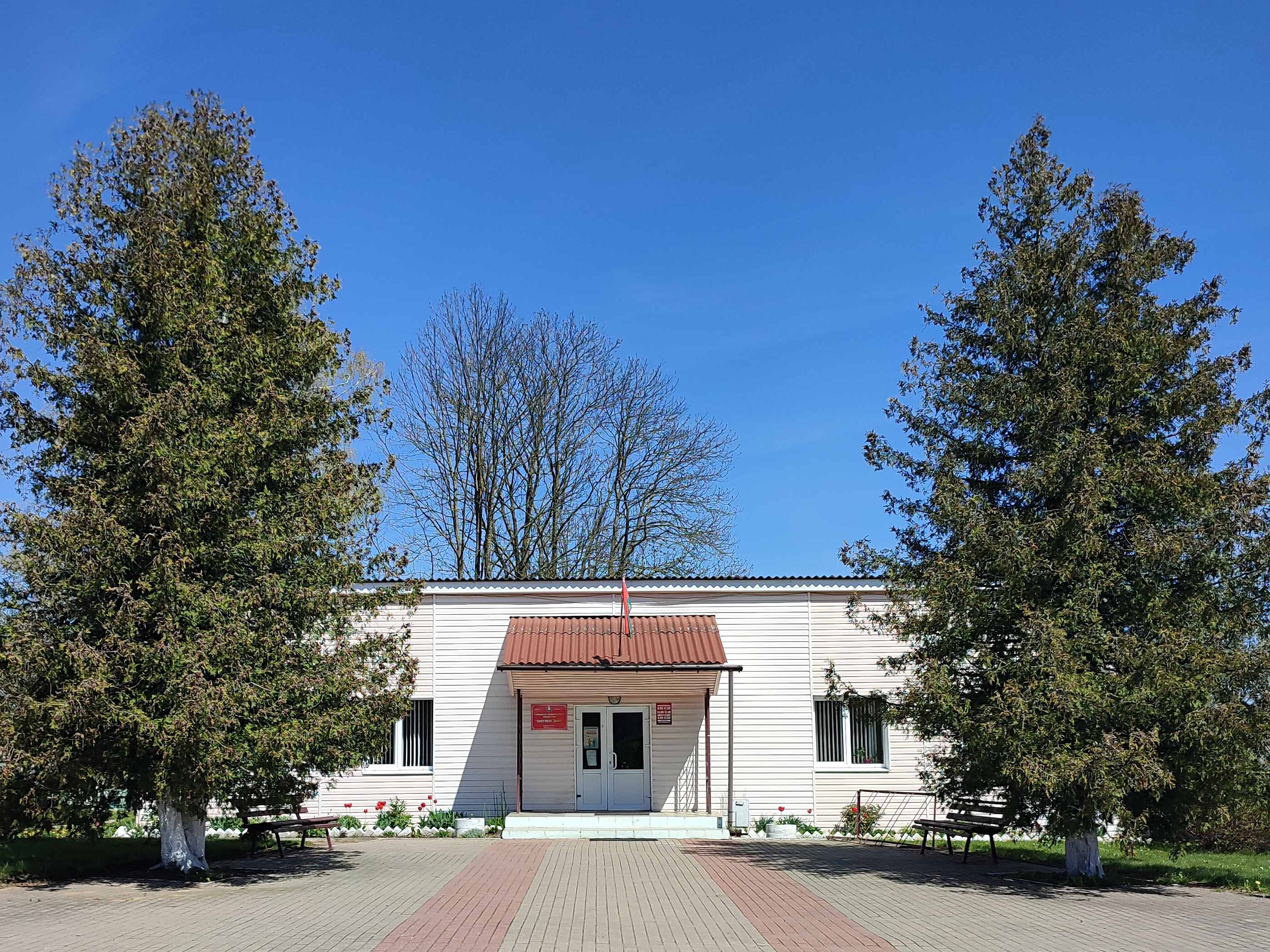
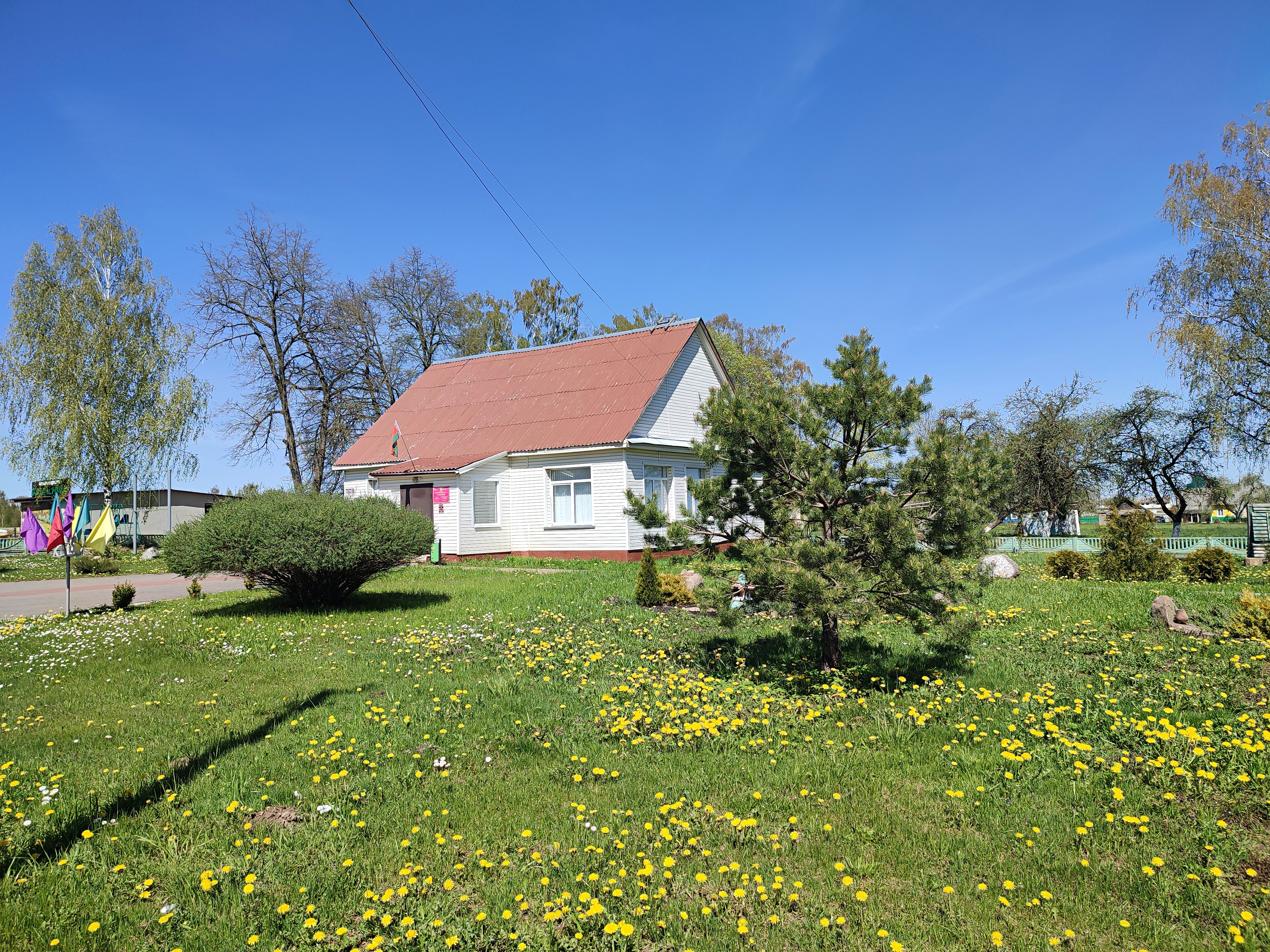
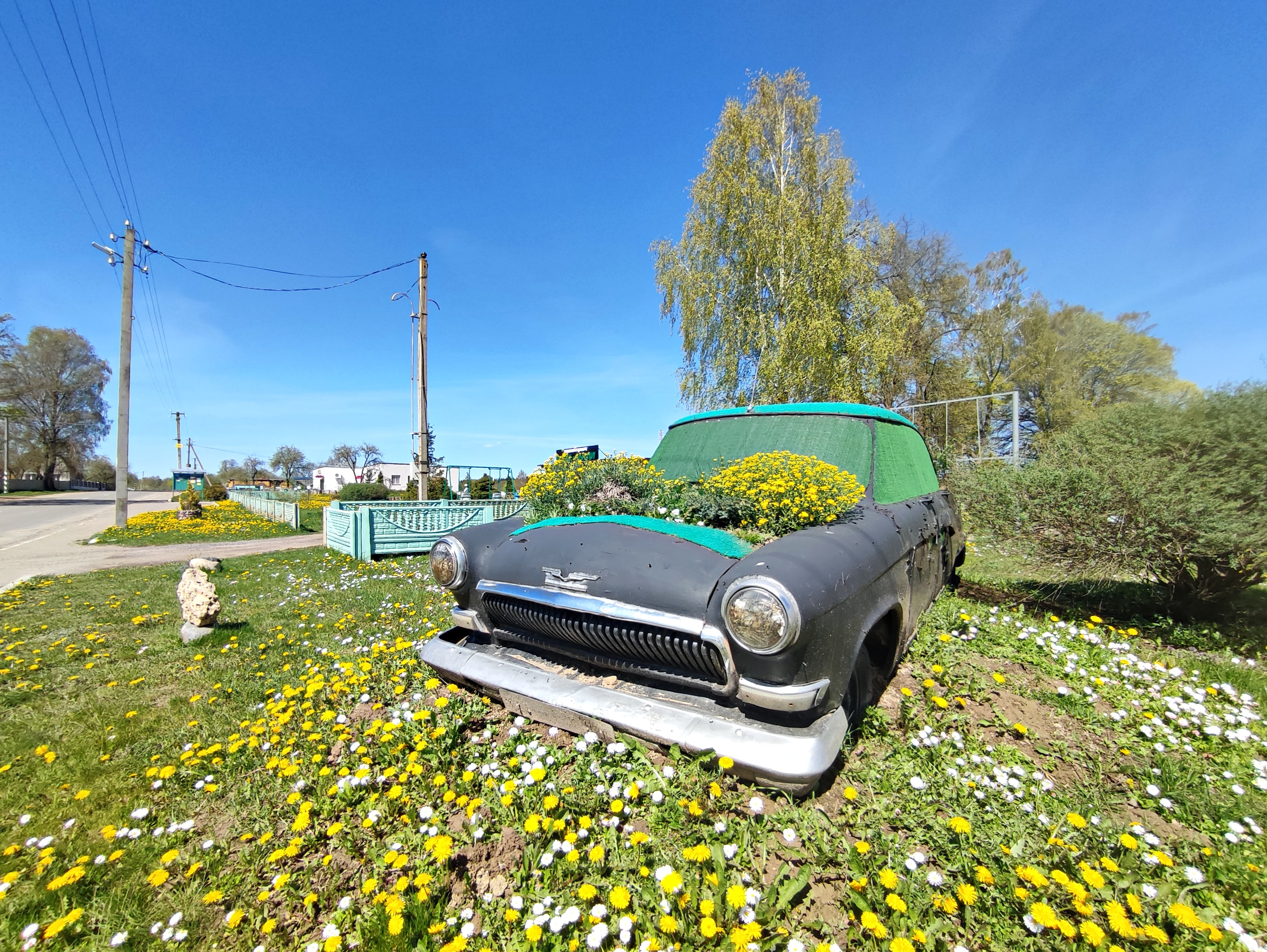
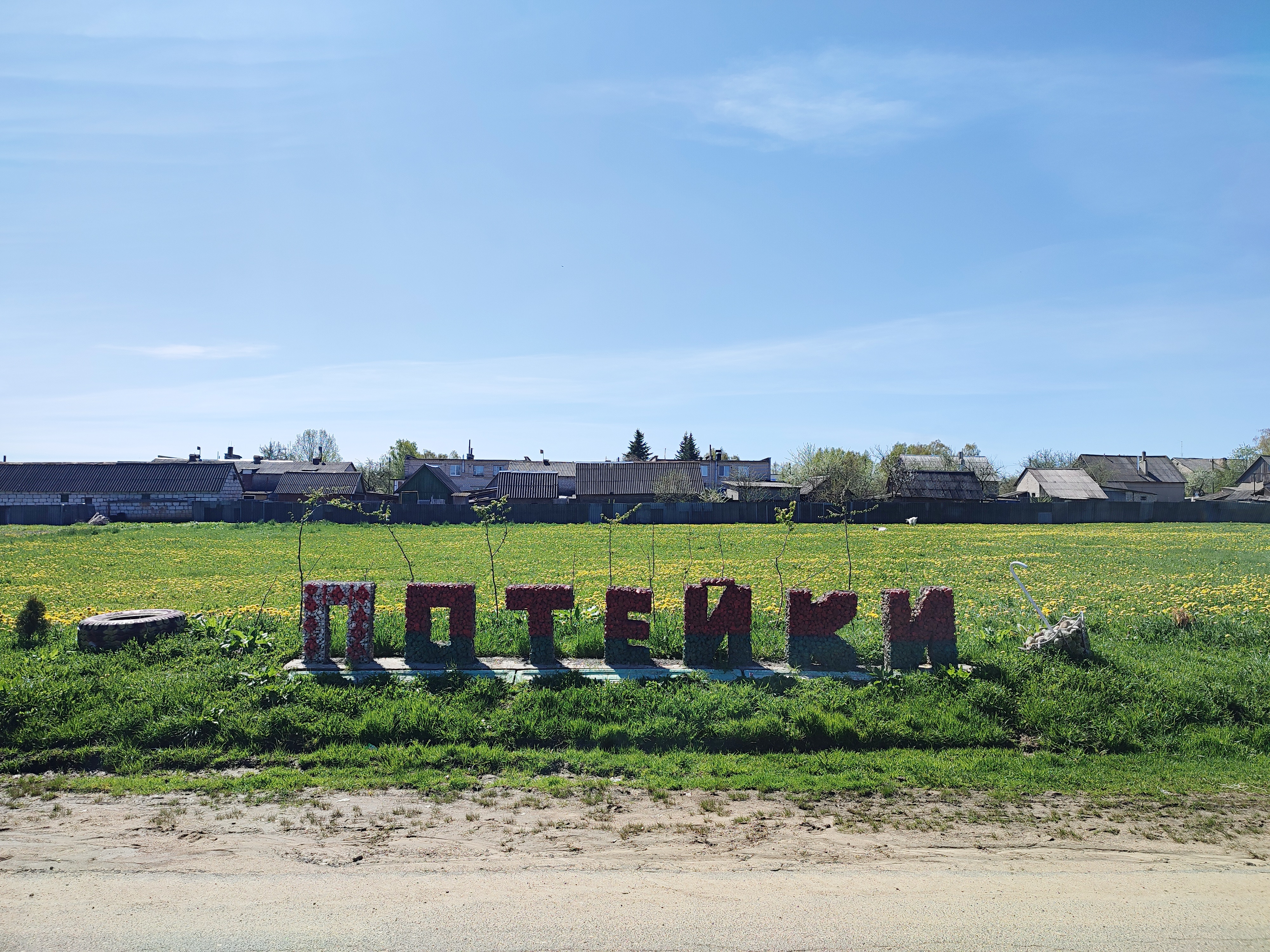

## Достопримечательность
- Братская могила[7]
- Воинский мемориал
- Храм Покрова Пресвятой Богородицы
- Ретро-автомобиль «Волга»